# Doris Borkmann
Doris Borkmann (* 13. März 1935 in Berlin; † 12. Mai 2017 in Potsdam) war eine deutsche Regieassistentin, Casterin und Schnittassistentin.

## Leben und Werk
Doris Borkmann wurde 1935 als Tochter des Malers und Grafikers Paul Nowiki und einer Chefsekretärin geboren. Früh interessierte sich Borkmann für das Theater und die Arbeit abseits der Bühne. Nach der schulischen Ausbildung erhielt sie einen Ausbildungsplatz bei der DEFA. Dabei erlangte sie umfangreiche Kenntnisse im Bereich der Filmherstellung, insbesondere aus technischer Perspektive. Ihr angestrebtes Ziel war der Beruf der Regieassistentin. Die Ausbildung schloss Borkmann mit einer Auszeichnung ab.
Borkmanns erstes Filmprojekt war 1956 Der Richter von Zalamea, bei dem sie beim Schnitt mitarbeitete. Im Anschluss wurde Borkmann zweite Regieassistentin beim Spielfilm Das Traumschiff von Herbert Ballmann.
In ihrer beruflichen Laufbahn kam es zu intensiven, langjährigen Arbeitsbeziehungen zwischen Borkmann und vielen DEFA-Regisseuren wie Kurt Maetzig (u. a. Der schweigende Stern, Das Lied der Matrosen), Frank Beyer (u. a. Der Bruch, Ende der Unschuld) oder Konrad Wolf (u. a. Ich war neunzehn, Solo Sunny, Der nackte Mann auf dem Sportplatz).
Borkmann arbeitete bis zur Abwicklung 1991 bei der DEFA. 1996 beendete sie ihre Tätigkeit als Regieassistentin. Borkmann arbeitete von nun an verstärkt im Casting-Bereich. Dafür sichtete sie für Regisseure wie Andreas Dresen, Bernd Böhlich oder Doris Dörrie Talente an vielen Schauspielschulen. Zudem gab Borkmann Seminare an den staatlichen Schauspielschulen in Rostock und Leipzig sowie an der Filmuniversität Babelsberg.
Im November 2014 wurde Borkmann bei der 14. Preisverleihung der DEFA-Stiftung für ihr künstlerisches Lebenswerk geehrt. Die Laudatio hielt Wolfgang Kohlhaase.

## Filmografie (Auswahl)
Regie-Assistenz
- 1956: Das Traumschiff
- 1956: Schlösser und Katen, 1. Teil
- 1957: Schlösser und Katen, 2. Teil
- 1958: Das Lied der Matrosen
- 1958: Abenteuer in Bamsdorf
- 1960: Der schweigende Stern
- 1964: Preludio 11
- 1967: Chingachgook, die große Schlange
- 1968: Mohr und die Raben von London
- 1968: Ich war neunzehn
- 1971: Goya
- 1973: Die Elixiere des Teufels
- 1974: Der nackte Mann auf dem Sportplatz
- 1977: Mama, ich lebe
- 1978: Ich zwing dich zu leben
- 1980: Solo Sunny
- 1983: Fariaho
- 1984: Eine sonderbare Liebe
- 1985: Gritta von Rattenzuhausbeiuns
- 1986: Blonder Tango
- 1988: Einer trage des anderen Last …
- 1988: Jadup und Boel
- 1989: Der Bruch
- 1991: Superstau
- 1991: Ende der Unschuld
- 1992: Das letzte U-Boot
- 1992: Die Lügnerin (1950)
- 1994: Das Versprechen

Casting
- 1997: Raus aus der Haut
- 1999: Helden wie wir
- 2000: Die Polizistin
- 2002: Halbe Treppe
- 2004: Die Blindgänger
- 2004: Sommer vorm Balkon
- 2005: Willenbrock
- 2005: Hallesche Kometen
- 2007: Ein verlockendes Angebot
- 2008: Der Mond und andere Liebhaber
- 2009: Whisky mit Wodka
- 2010: Die Friseuse
- 2011: Die Lehrerin
- 2015: Als wir träumten
- 2016: Timm Thaler oder das verkaufte Lachen